# Камышовый (Ставропольский край)
Камышовый — посёлок в Кировском районе (городском округе) Ставропольского края России.

## Географическое положение
Расстояние до краевого центра: 173 км. Расстояние до районного центра: 6 км.

## История
Указом Президиума Верховного Совета РСФСР от 21 сентября 1964 года посёлок Седьмая ферма племзавода «Комсомолец» переименован в посёлок Камышовый.
До 1 мая 2017 года входил в состав сельского поселения Комсомольский сельсовет.

## Население
| 1989 | 2002 | 2010 | 2014 |
| ---- | ---- | ---- | ---- |
| 106  | ↗172 | ↘156 | ↗200 |

По данным переписи 2002 года, 83 % населения — русские.